# وریسم

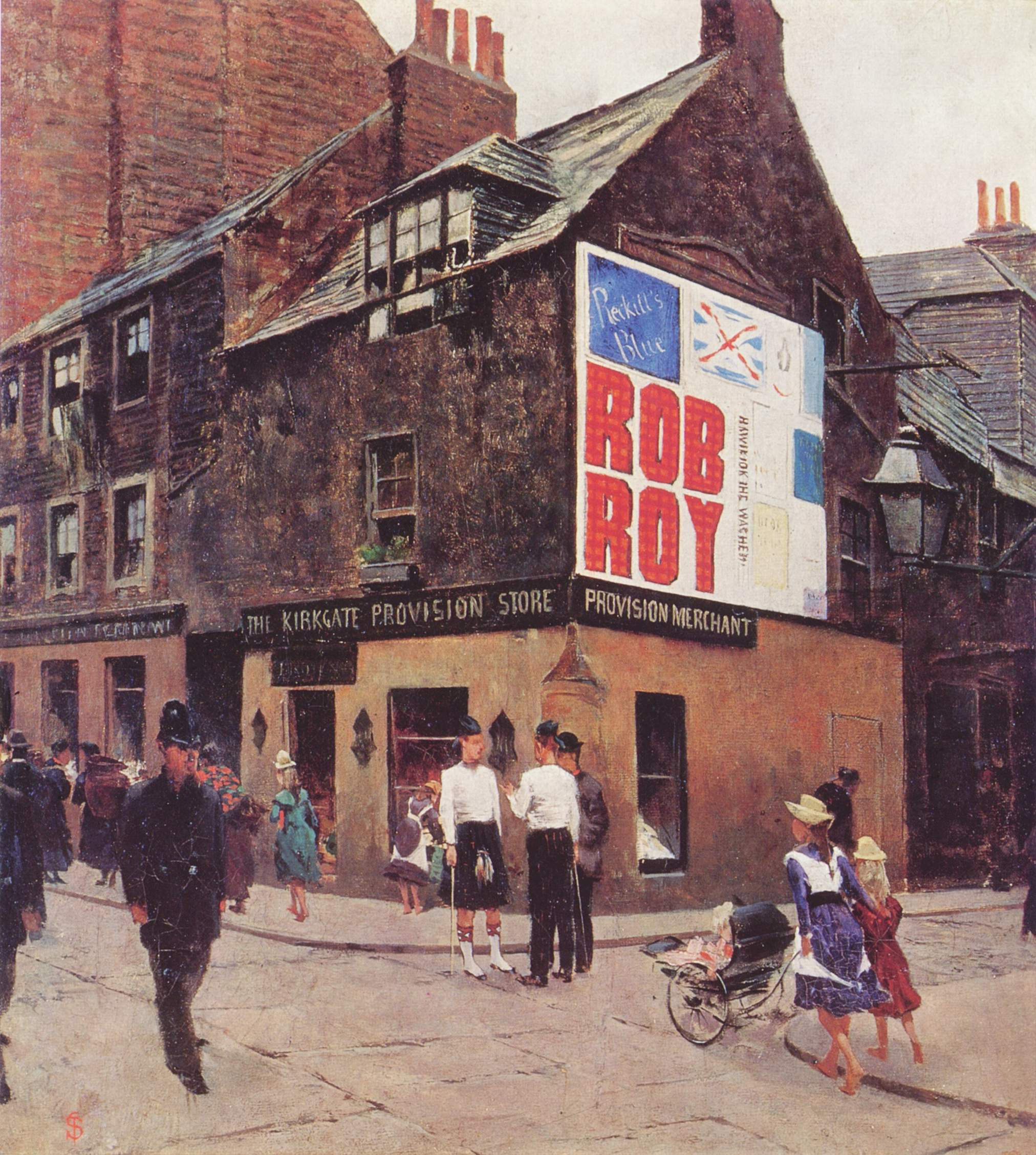
واقع‌گری محض

وریسم یا واقع‌گری محض، نام مکتب ادبی اروپایی و تقلید و تلفیقی از مکتب رئالیسم و ناتورالیسم فرانسه است.
این مکتب نخست در ایتالیا به وجود آمد و در همان‌جا نیز از بین رفت، پایه‌گذار آن جووانی ورگا بود. او با لحن سوزان و تند و خشن و بی‌پرده‌ای شیوه بیان نویسندگان قدیم ایتالیا را با فلسفه اخلاقی توماس هاردی انگلیسی درهم آمیخت و مجموعه داستان قصه‌های روستایی و دو رمان بزرگ دیگر را خلق کرد.
این مکتب امروز به عنوان نمونه بی‌مانند هنر داستان سرایی ایتالیا تلقی می‌شود.
لوئیجی کاپوآنا، ماریو پراتزی، خانم گراتسیا دلدا از جمله پیروان این مکتب هستند.